# Moorburg (Menslage)
Die Moorburg ist eine hochmittelalterliche Wallburg nordwestlich der Gemeinde Menslage im Landkreis Osnabrück in Niedersachsen.
Es ist keine historische Überlieferung bekannt, die sich auf diese Burg beziehen ließe. Die bei den Ausgrabungen 1980, 1983 und 1988 getätigten Funde datieren sie in das 11. (12.) Jahrhundert. 
Nach der Aufgabe der Burg in der zweiten Hälfte des 12. Jahrhunderts übernahm offenbar eine westlich der Burg gelegene Landwehr ihre Sicherungsaufgaben.

## Beschreibung
Die Burg befindet sich auf einem Sandrücken, der sich heute wegen des Plaggeneschauftrags 3–4 m über die feuchte Niederung des Bühnenbaches erhebt, im Mittelalter waren es nur 2 m. Auf drei Seiten fällt er steil ab, nur die Nordwestseite läuft flach aus. Der Geestrücken wird auf dieser Angriffsseite durch einen künstlichen oder künstlich erweiterten Einschnitt von 25–30 m Breite abgetrennt. Die Befestigung selbst bestand aus einem Spitzgraben von 3,5 m Breite und 1,4 m Tiefe, der den Plateaurand umgab. Dahinter lag nach einer 2–2,5 m breiten Berme eine 6 m breite Holz-Erde-Mauer. Diese Befestigung umgab einen ovalen Innenraum von max. 90 × 60 m Größe. Teile der Befestigung im Süden sind im Laufe der Zeit durch den Bühnenbach abgeschwemmt worden. Von der Innenbebauung wurden bei den Ausgrabungen mehrere Grubenhäuser dokumentiert. Der Flurname „Vorberg“ im Nordwesten der Anlage könnte von einer Vorburg stammen.
Von der Burg ist heute nur noch das Plateau sichtbar, die auseinander geflossenen Wälle werden vom neuzeitlichen Plaggeneschauftrag überdeckt.